# 中国计划生育协会
中国计划生育协会成立于1980年5月29日，是中国共产党领导下的全国性群团组织，是党和政府联系广大育龄群众和计划生育家庭的桥梁和纽带，是协助政府落实计划生育基本国策、促进人口长期均衡发展与家庭和谐幸福的重要力量。1957年，毛泽东指出，“关于这个问题（指计划生育），政府可能要设一个部门，或者设一个节育委员会作为政府机关。人民团体也可以组织一个。因为要解决技术问题，设一个部门。要有经费，要想办法，要宣传”，初步形成了政府、群众组织、技术服务“三位一体”的组织构想。1980年5月，中国计划生育协会经国务院批准成立，2006年经中央批准列入群众团体序列，是中央管理的22个群团组织之一。

## 历任会长
1. 王首道（1980年5月 - 1986年3月）
2. 王首道（1986年3月 - 1990年11月）
3. 宋平（1990年11月 - 1995年12月）
4. 宋平（1990年11月 - 1998年12月）、姜春云（1998年12月 - 2000年12月）
5. 姜春云（2000年12月 - 2006年1月）
6. 姜春云（2006年1月 - 2010年12月）
7. 王刚（2010年12月 - 2016年5月）
8. 王刚（2016年5月 - ）